# Guerra civile uruguaiana

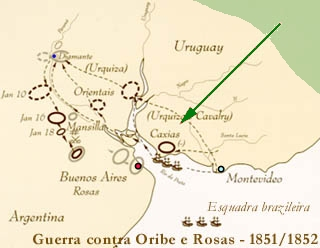
Mappa dell'assedio di Montevideo e della Guerra Grande.

La guerra civile uruguaiana, conosciuta anche in America Latina come la Guerra Grande, fu un conflitto militare combattuto tra alcuni dei principali fautori dell'indipendenza del paese sudamericano. Ufficialmente il conflitto iniziò nel 1839 e terminò nel 1851, tuttavia i primi scontri iniziarono nel 1832 e ebbero conclusione definitivamente nel 1904 con la sconfitta dei blancos. Le due fazioni in lotta, i Colorados da una parte e i Blancos dall'altra, ricevettero importanti aiuti dai paesi confinanti, come il Brasile e la Confederazione argentina e dalle principali potenze internazionali, come l'Impero britannico e la Francia.
Dato che la popolazione dell'Uruguay a quel tempo era di circa 60 000, di cui 15 000 vivevano a Montevideo, i vari "eserciti" raramente salivano a più di un paio di migliaia di soldati e cavalieri.

## Antefatti
Fin dai primi anni dopo la dichiarazione d'indipendenza del 1828, il quadro politico uruguaiano mostrò gravi segni di instabilità. Nel 1832 infatti i sostenitori di Juan Antonio Lavalleja tentarono di assassinare Fructuoso Rivera, nominato primo Capo dello stato dell'Uruguay due anni prima. Sulla scia di questi fatti la guarnigione di Montevideo insorse nominando Lavalleja come proprio comandante in capo. Tuttavia Rivera, grazie all'appoggio degli unitarios argentini, riuscì nello stesso anno a sconfiggere gli insorti a Tupambaé e a costringere il suo rivale all'esilio in Brasile. Lavalleja tuttavia non rinunciò alle sue mire e, accordandosi con il caudillo argentino Juan Manuel de Rosas, invase l'Uruguay nel 1834 sconfiggendo le truppe fedeli a Rivera.
Il 1º marzo 1835 un altro dei leader militari dell'indipendenza uruguaiana, Manuel Oribe, fu nominato Capo dello stato, succedendo così a Rivera che rimaneva a capo dell'esercito. Tra i primi provvedimenti presi dal nuovo presidente vi furono quelli che rimuovevano Rivera dalla guida delle forze armate e che garantiva l'amnistia a Lavalleja. Iniziarono così a delinearsi le due fazioni che domineranno la scena politica uruguaiana: da una parte i colorados, vicini al ceto mercantile di Montevideo guidati da Rivera, sostenitori del liberalismo economico, e dall'altra i blancos di Oribe, fautore quest'ultimo di una politica protezionistica e vicina agli interessi dei produttori agricoli dell'interno.
In appoggio a Oribe Lavalleja organizzò in Argentina un esercito con l'aiuto del leader unitario Juan Lavalle. Il 19 settembre 1836 le truppe di Rivera furono sconfitte al torrente Carpintería e dopo essersi rifugiate in Brasile, si unirono alla causa indipendentista della Repubblica Riograndense. L'anno seguente l'esercito colorado penetrò in Uruguay sconfiggendo gli uomini di Oribe a Yucutujá e nella battaglia di Palmar nel 1838.
Con l'inizio del blocco navale francese del porto di Buenos Aires nell'ambito della guerra della Confederazione, la posizione di Oribe si fece più precaria. I francesi infatti avevano stipulato un'alleanza con Rivera affinché rovesciasse il governo blanco di Montevideo, alleato del presidente argentino Rosas. Il 24 ottobre 1838 Oribe rassegnò le dimissioni e fuggì a Buenos Aires.

## La guerra
Il 6 dicembre 1842, i Blancos sconfissero le forze di Rivera nella battaglia di Arroyo Grande. Successivamente Montevideo fu cinta d'assedio dalle truppe di Oribe, tuttavia la città rimase saldamente nelle mani dei Colorados. Oribe istituì quindi un contro-governo a Cerrito de la Victoria, nei pressi della capitale uruguaiana, che controllava il resto del paese. Con il sostegno della marina britannica e francese, il governo colorado di Montevideo, detto "della Difesa", fu in grado di resistere all'assedio per nove anni. Quando i britannici e i francesi cessarono il loro appoggio nel 1850 e firmarono un accordo con il presidente argentino Rosas, la vittoria dei Blancos sembrò certa. Una rivolta contro Rosas, guidata da Justo José de Urquiza, cambiò bruscamente la situazione. Oribe e i suoi seguaci dovettero pertanto ritirarsi nel 1851 ed i Colorados, sostenuti dal Brasile, ottennero il pieno controllo dell'Uruguay.

## Conseguenze
La guerra de la Plata del 1851-1852 fu il risultato diretto della guerra civile uruguaiana. Gli eserciti del Brasile (sotto la guida del generale Luís Alves de Lima e Silva) e dell'Uruguay agirono insieme alle truppe ribelli di Urquiza contro i seguaci di Rosas e Oribe.